# Seznam kamenů zmizelých ve Zlínském kraji

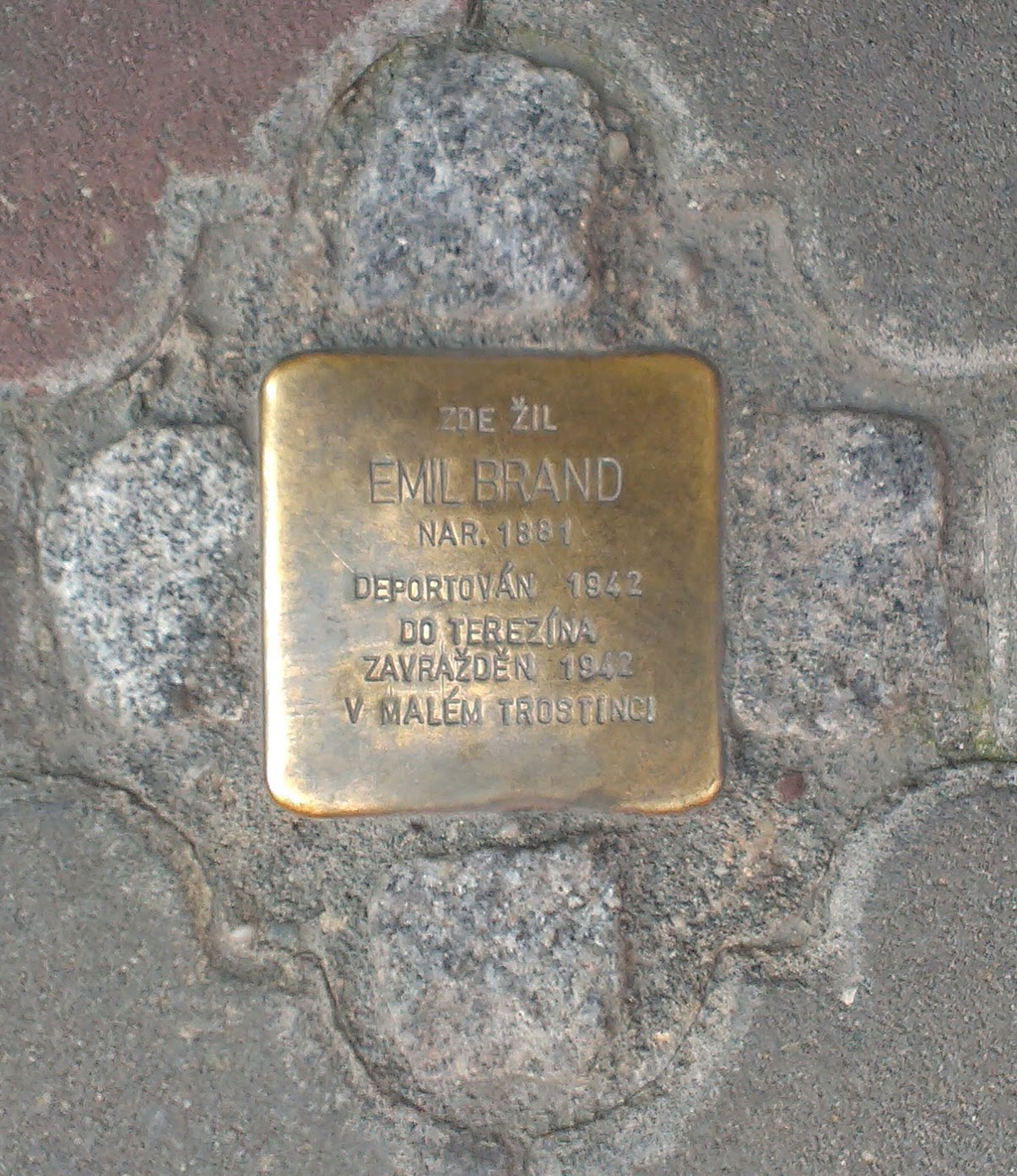
Stolperstein v Kroměříži

Seznam kamenů zmizelých ve Zlínském kraji obsahuje tzv. kameny zmizelých respektive alternativně stolpersteine na území Zlínského kraje. Iniciativa k tomuto projektu pochází od německého umělce Guntera Demniga. V Česku se tohoto projektu ujal zprvu dnes již neexistující spolek Stolpersteine.cz, dnes se o pokládání kamenů starají různé spolky, městské iniciativy apod.
Kameny zmizelých připomínají osud těch lidí, kteří byli nacisty zavražděni, deportováni, vyhnáni nebo dohnáni k sebevraždě v období holokaustu a nacházejí se obvykle před posledním bydlištěm oběti. První kameny zmizelých ve Zlínském kraji byly položeny 18. července 2013 v Boršicích a poté 16. září 2014 v Kroměříži.

## Boršice
| Obrázek | Nápis                                                                                          | Bydliště                                   | Jméno, život |
| ------- | ---------------------------------------------------------------------------------------------- | ------------------------------------------ | --- |
|         | ZDE ŽIL JOSEF SEIDLER NAR. 1897 DEPORTOVÁN 1943 DO OSVĚTIMI ZAVRAŽDĚN 1943                     | Boršice 170 49°3′46″ s. š., 17°21′3″ v. d. | Josef Seidler se narodil 10. srpna 1897. Dne 23. ledna 1943 byl deportován s manželkou Matyldou Seidlerovou a synem Valtrem Seidlerem transportem Cn z Uherského Brodu do koncentračního tábora Terezín. Odtamtud byl i se svou rodinnou dne 26. ledna 1943 převezeni transportem Cs (vlak Da 105) do Osvětimi-Birkenau.                    |
|         | ZDE ŽIL VALTR SEIDLER NAR. 1925 DEPORTOVÁN 1943 DO OSVĚTIMI ZAVRAŽDĚN 1943                     | Boršice 170                                | Valtr Seidler (na společném památníku v Boršicích je uváděn jako Vladimír) se narodil 26. září 1926. Dne 23. ledna 1943 byl deportován spolu s rodiči transportem Cn z Uherského Hradiště do koncentračního tábora Terezín. Odtamtud byl i se svou rodinnou dne 26. ledna 1943 převezeni transportem Cs (vlak Da 105) do Osvětimi-Birkenau. |
|         | ZDE ŽILA MATYLDA SEIDLEROVÁ ROZ. LÖWOVÁ NAR. 1888 DEPORTOVÁNA 1943 DO OSVĚTIMI ZAVRAŽDĚNA 1943 | Boršice 170                                | Matylda Seidlerová se narodila 3. ledna 1888. Dne 23. ledna 1943 byla deportována transportem Cn s manželem Josefem Seidlerem a synem Valtrem z Uherského Hradiště do koncentračního tábora Terezín. Odtamtud byla s manželem a synem dne 26. ledna 1943 převezena transportem Cs (vlak Da 105) do Osvětimi-Birkenau.                       |

## Holešov
| Obrázek | Nápis | Bydliště                                                | Jméno, život       |
| ------- | --- | ------------------------------------------------------- | ------------------ |
|         | ZDE ŽIL ALFRED ZDENĚK BEER NAR. 1.1.1919 DEPORTOVÁN 5.12.1941 DO TEREZÍNA ZAVRAŽDĚN 1943 V OSVĚTIMI                                  | nám. Svobody 49°20′0″ s. š., 17°34′35″ v. d.            | Alfred Zdeněk Beer |
|         | ZDE ŽIL EGON BEER NAR. 27.11.1907 DEPORTOVÁN 5.12.1941 DO TEREZÍNA ZAVRAŽDĚN 1943 V OSVĚTIMI                                         | nám. Svobody 49°20′0″ s. š., 17°34′35″ v. d.            | Egon Beer          |
|         | ZDE ŽIL LUDVÍK BEER NAR. 20.11.1877 DEPORTOVÁN 5.12.1941 DO TEREZÍNA ZAVRAŽDĚN 8.4.1943 V TEREZÍNĚ                                   | nám. Svobody 49°20′0″ s. š., 17°34′35″ v. d.            | Ludvík Beer        |
|         | ZDE ŽILA ANNA BEEROVÁ ROZ. BRICHTOVÁ NAR. 30.4.1885 DEPORTOVÁNA 5.12.1941 DO TEREZÍNA ZAVRAŽDĚNA 1943 V OSVĚTIMI                     | nám. Svobody 49°20′0″ s. š., 17°34′35″ v. d.            | Anna Beerová       |
|         | ZDE ŽILA ERIKA BEEROVÁ NAR. 13.3.1921 DEPORTOVÁNA 23.1.1943 DO TEREZÍNA ZAVRAŽDĚNA 1945 V BERGEN-BELSEN                              | nám. Svobody čp. 123/21 49°20′2″ s. š., 17°34′38″ v. d. | Erika Beerová      |
|         | ZDE ŽILA GRETA BEEROVÁ ROZ. FÜCHSELOVÁ NAR. 6.2.1892 DEPORTOVÁNA 23.1.1943 DO TEREZÍNA ZAVRAŽDĚNA 1945 V BERGEN-BELSEN               | nám. Svobody čp. 123/21 49°20′2″ s. š., 17°34′38″ v. d. | Greta Beerová      |
|         | ZDE ŽIL ALFRED BERGMANN NAR. 22.10.1888 DEPORTOVÁN 18.1.1943 DO TEREZÍNA PŘEŽIL ZEMŘEL 18.2.1955 V HOLEŠOVĚ                          | Příční 135 49°20′3″ s. š., 17°34′38″ v. d.              | Alfred Bergmann    |
|         | ZDE ŽILA KAMILA BERGMANNOVÁ ROZ. STEINHARTOVÁ NAR. 19.2.1891 DEPORTOVÁNA 18.1.1943 DO TEREZÍNA PŘEŽILA ZEMŘELA 12.12.1948 V HOLEŠOVĚ | Příční 135 49°20′3″ s. š., 17°34′38″ v. d.              | Kamila Bergmannová |
|         | ZDE ŽIL RUDOLF BRICHTA NAR. 1.9.1886 DEPORTOVÁN 23.1.1943 DO TEREZÍNA ZAVRAŽDĚN 1943 V OSVĚTIMI                                      | Palackého čp. 438/64 49°19′44″ s. š., 17°34′17″ v. d.   | Rudolf Brichta     |
|         | ZDE ŽILA BERTA BRICHTOVÁ ROZ. POPEROVÁ NAR. 31.7.1883 DEPORTOVÁNA 23.1.1943 DO TEREZÍNA ZAVRAŽDĚNA 1943 V OSVĚTIMI                   | Palackého čp. 438/64 49°19′44″ s. š., 17°34′17″ v. d.   | Berta Brichtová    |
|         | ZDE ŽILA DORA BRICHTOVÁ ROZ. MORGENSTERNOVÁ NAR. 30.1.1890 DEPORTOVÁNA 23.1.1943 DO TEREZÍNA ZAVRAŽDĚNA 1943 V OSVĚTIMI              | Palackého čp. 438/64 49°19′44″ s. š., 17°34′17″ v. d.   | Dora Brichtová     |
|         | ZDE ŽILA LYDIA BRICHTOVÁ NAR. 11.11.1924 DEPORTOVÁNA 23.1.1943 DO TEREZÍNA ZAVRAŽDĚNA 1943 V OSVĚTIMI                                | Palackého čp. 438/64 49°19′44″ s. š., 17°34′17″ v. d.   | Lydia Brichtová    |

## Kroměříž
| Obrázek | Nápis | Bydliště                                                   | Jméno, život |
| ------- | --- | ---------------------------------------------------------- | --- |
|         | ZDE ŽIL Dr. JOACHIM ASTEL POSLEDNÍ RABÍN V KROMĚŘÍŽI NAR. 1.11.1901 ZAVRAŽDĚN 1942 V OSVĚTIMI                                | Moravcova 259 49°17′54″ s. š., 17°23′49″ v. d.             | Kameny zmizelých před židovskou radnicí v Kroměříži připomínají rodinu posledního kroměřížského rabína Dr. Joachima Astela narozeného 1.11.1901 v Přemyšli. Kroměřížským rabínem byl od roku 1934, (v letech 1931-33 působil v Tachově) ale jako rabín zajížděl i do Přerova. Joachim Astel byl zatčen v roce 1942, poté vyslýchán na přerovském gestapu a převezen do koncentračního tábora Osvětim, kde byl 24.6.1942 zavražděn. |
|         | ZDE ŽILA FRIMA ASTELOVÁ ROZ. MELZEROVÁ NAR. 6.11.1904 DEPORTOVÁNA 30.6.1942 DO TEREZÍNA ZAVRAŽDĚNA 1944 V OSVĚTIMI           | Moravcova 259                                              | Frima Astelová (rozená Melzerová), manželka kroměřížského rabína Joachima Astela, se narodila 6.11.1904 byla několik dní po jeho smrti deportována transportem AAg z Olomouce do koncentračního tábora Terezín (číslo v transportu bylo 152) a 15.12.1943 byla zařazena do transportu Dr do Osvětimi, kde byla v roce 1944 zavražděna. |
|         | ZDE ŽIL JONATHAN ASTEL NAR. 18.6.1931 DEPORTOVÁN 30.6.1942 DO TEREZÍNA ZAVRAŽDĚN 1944 V OSVĚTIMI                             | Moravcova 259                                              | Jonathan Astel narozen 18. června 1931, syn Joachima Astela a Frimy Astelové byl dne 30. června 1942 se svou matkou a mladším bratrem deportován z Olomouce do koncentračního tábora Terezín transportem AAg a 15.12.1943 byl zařazen do transportu Dr do Osvětimi, kde byl v roce 1944 zavražděn. |
|         | ZDE ŽIL SCHMARJAHU ASTEL NAR. 10.10.1935 DEPORTOVÁN 30.6.1942 DO TEREZÍNA ZAVRAŽDĚN 1944 V OSVĚTIMI                          | Moravcova 259                                              | Schmarjahu Astel, narozen 10.10.1935 v Kroměříži syn Joachima Astela a Frimy Astelové byl dne 30. června 1942 se svou matkou a starším bratrem deportován transportem AAg z Olomouce do koncentračního tábora Terezín a 15.12.1943 byl zařazen do transportu Dr do Osvětimi, kde byl v roce 1944 zavražděn. |
|         | ZDE ŽIL EMIL BRAND NAR. 1881 DEPORTOVÁN 1942 DO TEREZÍNA ZAVRAŽDĚN 1942 V MALÉM TROSTINCI                                    | Vodní 56/11 49°17′55″ s. š., 17°23′41″ v. d.               | Kámen zmizelých připomíná památku Emila Branda narozeného 28. února 1881. Jeho posledním bydlištěm před deportací byla Vodní ulice, kde původně vlastnil i kavárnu v rohové budově, která byla v roce 1930 nahrazena novostavbou prodejny firmy Baťa. V rámci prodeje objektu firma Baťa postavila pro pana Brandla i vedlejší dům, před kterým je kámen umístěn. Když v první světové válce zemřel jeho švagr Edward Kohn, vzal si svou sestru Elsu a jejich dceru Kláru k sobě. Dne 30. června 1942 byl deportován transportem AAg z Olomouce do koncentračního tábora Terezín. O několik dní dříve byli do Terezína deportování i Elsa, Klára a její manžel MUDr. Alfréd Löff. Dne 14. července 1942 byl převezen transportem AAx do vyhlazovacího tábora Malý Trostinec. Transport zahrnoval 1000 lidí, 998 z nich bylo zavražděno nacistickým režimem. Jeden ze zabitých byl i Emil. Jeho neteř Klára přežila a vrátila se do Kroměříže. Znovu se provdala, rodina se poté přestěhovala do Kanady a poté do Spojených států, kde Klára zemřela v roce 2000. |
|         | ZDE ŽIL ARTUR FÄRBER NAR. 21.10.1881 ZATČEN V LEDNU 1941 ZAVRAŽDĚN 19.1.1945 V OSVĚTIMI                                      | Riegrovo nám. 141/49 49°17′49″ s. š., 17°23′36″ v. d.      | Kroměřížský obchodník Artur Färber narozen 21.10.1881 v Kroměříži mladší bratr Maxe Färbera byl zatčen v lednu 1941 a zemřel 19.1.1945 v Osvětimi. |
|         | ZDE ŽILA VALERIE FÄRBEROVÁ ROZ. BRAMMEROVÁ NAR. 12.11.1895 DEPORTOVÁNA 30.6.1942 DO TEREZÍNA ZAVRADĚNA 31.12.1944 V OSVĚTIMI | Riegrovo nám. 141/49                                       | Valerie (Vally) Färberová roz. Brammerová narozená 12.11.1895 v Uherském Brodě od 6.6.1920 manželka Artura Färbera byla deportována 30.6.1942 do Terezína, zemřela 31.12.1944 v Osvětimi. |
|         | ZDE ŽIL BEDŘICH FÄRBER NAR. 4.4.1921 DEPORTOVÁN 13.5.1943 DO TEREZÍNA ZAVRAŽDĚN 31.12.1943 V OSVĚTIMI                        | Riegrovo nám. 141/49                                       | Bedřich Färber narozen 4.4.1921 v Kroměříži syn Artura a Valerie Färberových byl deportován 13.5.1943 do Terezína a zemřel 31.12.1943 v Osvětimi. |
|         | ZDE ŽILA GERTA FÄRBEROVÁ NAR. 20.6.1924 DEPORTOVÁNA 30.6.1942 DO TEREZÍNA ZAVRADĚNA 30.11.1944 V OSVĚTIMI                    | Riegrovo nám. 141/49                                       | Gerta Färberová narozená 20.6.1924 v Kroměříž dcera Artura a Valerie Färberových byla deportována 30.6.1942 do Terezína, zemřela 30.11.1944 v Osvětimi. |
|         | ZDE ŽIL MAX FÄRBER NAR. 19.4.1877 DEPORTOVÁN 8.7.1942 DO TEREZÍNA ZAVRAŽDĚN 1.9.1942 V TEREZÍNĚ                              | Komenského náměstí 375/24 49°17′58″ s. š., 17°23′48″ v. d. | Obchodník s obuví Maxmilián Färber narozen 19.4.1877 v Kroměříži byl deportován dne 8.7.1942 transportem AAo z Olomouce do Terezína, kde dne 1.9.1942 zemřel. |
|         | ZDE ŽILA KLARA FÄRBEROVÁ ROZ. ADLEROVÁ NAR. 18.7.1883 DEPORTOVÁNA 30.6.1942 DO TEREZÍNA ZAVRADĚNA 1942 V MALÉM TROSTINCI     | Tovačovského 213/3 49°17′49″ s. š., 17°23′51″ v. d.        | Klára Färberová roz. Adlerová narozená 18.7.1924 v Uherském Ostrohu byla deportována 30.6.1942 do Terezína, zemřela v roce 1942 v Malém Trostinci. |
|         | ZDE ŽILA MARTA MÜLLEROVÁ ROZ. FÄRBEROVÁ NAR. 1.5.1909 DEPORTOVÁNA 10.8.1942 DO TEREZÍNA ZAVRADĚNA 1942 V OSVĚTIMI            | Tovačovského 213/3                                         | Marta Sára Müllerová roz. Färberová dcera Kláry Färberové narozená 1.5.1909 v Kroměříži byla spolu se svým maželem Ing. Hermanem Müllerem deportována 10.8.1942 z Prahy do Terezína, zemřela v roce 1942 v Osvětimi. |
|         | ZDE ŽIL OTTO HERZ NAR. 7.8.1907 ZATČEN 1.9.1939 V KROMĚŘÍŽI ZAVRADĚN 26.11.1940 V BUCHENWALDU                                | Vrchlického 708/8 49°17′44″ s. š., 17°23′37″ v. d.         | Otto Herz narozen 7.8.1907 v Kroměříži byl zatčen a odvezen na Špilberk v rámci Akce Albrecht I. 1.9.1939, poté byl transportován do Dachau a zavražděn 26.11.1940 v Buchenwaldu. |
|         | ZDE ŽILA OLGA HERZOVÁ NAR. 28.2.1889 DEPORTOVÁNA 26.6.1942 DO TEREZÍNA ZAVRADĚNA 1942 V MALÉM TROSTINCI                      | Vrchlického 708/8                                          | Olga Herzová narozená 28.2.1889 v Kojetíně byla deportována 26.6.1942 do Terezína a zavražděna v roce 1942 v Malém Trostinci. |
|         | ZDE ŽILA ANNA HERZOVÁ NAR. 28.4.1892 DEPORTOVÁNA 26.6.1942 DO TEREZÍNA ZAVRADĚNA 1942 V MALÉM TROSTINCI                      | Vrchlického 708/8                                          | Anna Herzová narozená 28.4.1892 v Kroměříži byla deportována 26.6.1942 do Terezína a zavražděna v roce 1942 v Malém Trostinci. |
|         | ZDE ŽILA GRETA FRIEDOVÁ roz. HERZOVÁ NAR. 5.11.1895 DEPORTOVÁNA 30.6.1942 DO TEREZÍNA ZAVRADĚNA 1942 V MALÉM TROSTINCI       | Vrchlického 708/8                                          | Greta Friedová roz. Herzová narozená 5.11.1895 v Kroměříži byla deportována 30.6.1942 do Terezína a zavražděna v roce 1942 v Malém Trostinci. Stejný osud jaký potkal ji a její sourozence potkal i jejího manžela Ottu Frieda (1891-1942). |
|         | ZDE ŽIL MUDr. ALFRÉD LÖFF NAR. 9.9.1900 DEPORTOVÁN 30.6.1942 DO TEREZÍNA ZAVRAŽDĚN 1944 V OSVĚTIMI                           | Vodní 59/17 49°17′54″ s. š., 17°23′44″ v. d.               | Kameny zmizelých před budovou ve Vodní ulici připomínají rodinu MUDr. Alfréda Löffa narozeného 9.9.1900 v Kroměříži, který byl deportován dne 30.06.1942 transportem AAg do Terezína a odtud dne 28.9.1944 transportem Ek do Osvětimi, kde byl v témže roce zavražděn. Na domě je umístěna pamětní deska českého orientalisty Jana Rypky. Jméno MUDr. Alfréda Löffa je také umístěno na pamětní desce obětem okupace z řad kroměřížských lékařů s uvedeným datem úmrtí 28.3.1945. V transportu do Terezína byla i jeho manželka Klára narozená 27.10.1912 v Bukurešti i se svou matkou Elsou Kohnovou narozenou 06.01.1886 sestrou Emila Branda. Klára jako jediná z celé rodiny přežila. Z Terezína byla spolu se skupinou dalších žen poslána na práci do letecké továrny ve Freibergu. Po bombardování Drážďan byla její skupina deportována do Mauthausenu. Po osvobození se vrátila do Kroměříže a koncem roku 1945 se provdala za Josefa Zimmera. Po roce 1948 emigrovali do Kanady. Zemřela 31.10.2000 u své dcery v Santa Barbaře.                       |
|         | ZDE ŽIL HERMAN LÖFF NAR. 17.4.1869 DEPORTOVÁN 30.6.1942 DO TEREZÍNA ZAVRAŽDĚN 1942 V TEREZÍNĚ                                | Vodní 59/17                                                | Otec MUDr. Alfréda Löffa Herman Löff narozen 17.4.1869 v Holešově byl spolu se svou rodinou deportován dne 30.06.1942 AAg do Terezína, kde dne 08.7.1942 zemřel na zástavu srdce. |
|         | ZDE ŽIL BEDŘICH LÖFF NAR. 14.5.1894 DEPORTOVÁN 30.6.1942 DO TEREZÍNA ZAVRAŽDĚN 1942 V MALÉM TROSTINCI                        | Vodní 59/17                                                | Bratr MUDr. Alfréda Löffa Bedřich Löff, narozen 14.5.1894 v Kroměříži, byl spolu se svou ženou Irenou deportován dne 30.06.1942 transportem AAg do Terezína a 14.07.1942 byl zařazen do transportu AAx do Malého Trostince, kde byl v roce 1942 zavražděn. |
|         | ZDE ŽILA IRENA LÖFF ROZ. FISCHLOVÁ NAR. 9.11.1904 DEPORTOVÁN 30.6.1942 DO TEREZÍNA ZAVRAŽDĚN 1942 V MALÉM TROSTINCI          | Vodní 59/17                                                | Irena Löff, narozená 9.11.1904, byla spolu se svým manželem Bedřichem deportována dne 30.06.1942 transportem AAg do Terezína a 14.07.1942 byla zařazena do transportu AAx do Malého Trostince, kde byla v roce 1942 zavražděna. |
|         | ZDE ŽIL OTTO LÖFF NAR. 12.06.1896 DEPORTOVÁN 30.6.1942 DO TEREZÍNA ZAVRAŽDĚN 1942 V RAASIKU                                  | Vodní 59/17                                                | Bratr MUDr. Alfréda Löffa Otto Löff narozen 12.06.1896 v Kroměříži byl spolu se svou ženou Ernou deportován dne 26.06.1942 transportem AAf do Terezína a 1.09.1942 byl zařazen do transportu Be (vlak Da 404) do obce Raasiku v Estonsku), kde byl v roce 1942 zavražděn. Vzhledem k tomu, že Otto Löff i jeho žena Erna (Arnoštka) měli poslední bydliště před deportací v Lošticích existují pochybnosti o instalaci kamenů v Kroměříži. Otto Löff chybí i na pamětní desce obětem okupace z města umístěné ve vestibulu kroměřížské radnice. Jeho jméno není ani v seznamu padlých, popravených, umučených, který zpracoval první poválečný kronikář Kroměříže Karel Mejsnar. V Muzeu Kroměřížska uchovávají dva listy z konce roku 1943 a začátku roku 1944, které líčí práci v dole a podmínky, v nichž žijí vězni v pracovním táboře při dole Kukla v Oslavanech. Dopisy jsou adresované Emilu Löffovi a jeho ženě Heleně do Kroměříže a jejich pisatelem byl právě Otto Löff, který podle nich válku přežil, vrátil se do města a brzy poté zemřel.       |
|         | ZDE ŽILA ERNA LÖFF ROZ. SCHIMMERLOVÁ NAR. 1.06.1903 DEPORTOVÁNA 26.6.1942 DO TEREZÍNA ZAVRAŽDĚNA 1942 V RAASIKU              | Vodní 59/17                                                | Erna Löff (Arnoštka) narozená 1.06.1903 byla spolu se svým manželem Ottou deportována dne 26.06.1942 (transportem AAf do Terezína a 1.09.1942 byla zařazena do transportu Be do Raasiku v Estonsku, kde byla v roce 1942 zavražděna. V databázích je uváděna i Erna (Arnoštka) Löffová narozená 27.03.1877, která byla zavražděna v Treblince a jejíž jméno je uvedeno i na výše zmíněné pamětní desce. |
|         | ZDE ŽIL MUDr. Felix Presser NAR. 6.11.1899 ZATČEN 1.9.1939 ZAVRAŽDĚN 24.2.1940 V BUCHENWALDU                                 | Kollárova 528/1 49°17′45″ s. š., 17°23′31″ v. d.           | Kameny zmizelých před budovou bývalé knihovny v činžovním domě v Kollárově ulici č.p. 528/1 zapsaném jako Kulturní památka České republiky pod číslem 47890/7-7168 připomínají rodinu MUDr. Felixe Pressera narozeného 6.11.1899 v Kroměříži. Felix Presser byl zatčen dne 1.9.1939 a dne 10.9.1939 deportován do Dachau, odtud byl dne 27.9.1939 deportován do Buchenwaldu. V evidenci obětí holokaustu je uváděno datum úmrtí 22.2.1940 (na pamětní desce i na stolpersteinu je uvedeno datum 24.2.1940). |
|         | ZDE ŽILA Bedřiška Presserová NAR. 31.5.1907 ROZ. SCHWARZ DEPORTOVÁNA 30.6.1942 DO TEREZÍNA ZAVRAŽDĚNA 1942 V MALÉM TROSTINCI | Kollárova 528/1                                            | Bedřiška Presserová narozená 31.5.1907 v Lipníku nad Bečvou byla spolu se svými syny deportována dne 30.06.1942 (číslo v transportu 146) z Olomouce do Terezína a odtud dne 14.7.1942 (číslo v transportu 578) do Malého Trostince, kde byla v témže roce zavražděna. |
|         | ZDE ŽIL Petr Presser NAR. 15.4.1930 DEPORTOVÁN 30.6.1942 DO TEREZÍNA ZAVRAŽDĚN 1942 V MALÉM TROSTINCI                        | Kollárova 528/1                                            | Petr Presser narozen 15.4.1930 v Brně byl spolu se svou matkou a mladším bratrem deportován dne 30.06.1942 (číslo v transportu 147) z Olomouce do Terezína a odtud dne 14.7.1942 (číslo v transportu 579) do Malého Trostince, kde byl v témže roce zavražděn. |
|         | ZDE ŽIL Tomáš Presser NAR. 6.3.1938 DEPORTOVÁN 30.6.1942 DO TEREZÍNA ZAVRAŽDĚN 1942 V MALÉM TROSTINCI                        | Kollárova 528/1                                            | Tomáš Presser narozen 6.3.1938 v Olomouci byl spolu se svou matkou a starším bratrem deportován dne 30.06.1942 (číslo v transportu 148) do Terezína a odtud dne 14.7.1942 (číslo v transportu 580) do Malého Trostince, kde byl v témže roce zavražděn. |

## Uherské Hradiště
| Obrázek | Nápis | Bydliště                                              | Jméno, život |
| ------- | --- | ----------------------------------------------------- | --- |
|         | ZDE PŮSOBIL br. JOSEF HORÁK NAR. 11.2.1877 STAROSTA T.J. SOKOL UH. STAVITEL OBOU BUDOV SOKOLOVNY ZEMŘEL NA NÁSLEDKY NACISTICKÉHO VĚZNĚNÍ 12.1.1945 | Tyršovo náměstí 113 49°4′18″ s. š., 17°27′36″ v. d.   | Josef Horák se narodil 11. února 1877 v Semonicích u Dvora Králové nad Labem. V roce 1895 s vyznamenáním ukončil studium stavitelství na průmyslové škole v Brně a přestěhoval se do Uherského Hradiště, kde provozoval stavební firmu. Byl velmi aktivním činovníkem Sokola a zpíval v souboru Svatopluk. Do roku 1913 zastával v Sokole funkce cvičitele, účetního, místonáčelníka a delegáta pro ženský odbor. V letech 1906-1909 byl župním náčelníkem a od r. 1930 až do počátku 2. světové války starostou župy. Věnoval se také intenzivně loutkovému divadlu a založil loutkářský odbor hradišťské sokolské jednoty. V Uherském Hradišti měl stavební firmu, takže připravil a následně provedl stavební úpravy hotelu Koruna, z jehož sálu vznikla první místní sokolovna. V roce 1928 uskutečnil i výstavbu nové sokolovny (dnes budova Slováckého divadla). Dalšími památkami na stavitelskou činnost Josefa Horáka v Uherském Hradišti je budova původní Chlapecké a dívčí měšťanské školy z roku 1913, dnes ZŠ UNESCO na Komenského náměstí nebo Českobratrský dům z roku 1925 v ulici Jana Blahoslava. Ve funkci starosty Sokolské župy Komenského si Josef Horák potřásl rukou i s T. G. Masarykem, a to při prezidentově návštěvě Slovácka v roce 1933. Začátkem roku 1944 byl bratr Horák společně s dalšími členy předsednictva župy Komenského zatčen gestapem. Ačkoli byl později ze zdravotních důvodů z vazby propuštěn, krátce poté na následky podmínek ve vězení 12. ledna 1945 zemřel. |
|         | ZDE BYL ŘEDITELEM PhDr. VÁCLAV NAJBRT NAR. 16.6.1888 ZAHYNUL 22.10.1942 NA NÁSLEDKY VĚZNĚNÍ V BERLÍNĚ-PLÖTZENSEE                                   | Nádražní 22 49°4′1″ s. š., 17°27′33″ v. d.            | PhDr. Václav Najbrt se narodil 16. 6. 1886 v Hrubém Jeseníku, vystudoval bohemistiku a germanistiku na Filozofické fakultě Univerzity Karlovy a v roce 1915 byl odveden jako rakouský voják na východní frontu 1. světové války. Už v září 1916 se však v Berezovce přidal k československým legiím v Rusku. Během války se naučil rusky tak dobře, že napsal několik učebnic ruského jazyka, obchodní korespondence a ruské literatury. Věnoval se rovněž literární tvorbě i překladatelské činnosti a do češtiny přeložil Puškinovu Kapitánskou dcerku či Krylovovy bajky. Ve 20. letech 20. století vyučoval Václav Najbrt ruštinu a v roce 1927 se přestěhoval do Uherského Hradiště, kde byl jmenován ředitelem obchodní akademie. Během svého pobytu v Uherském Hradišti se stal aktivním členem místní sokolské jednoty a od roku 1936 byl také členem brněnské zednářské lóže Cesta světla. Václav Najbrt byl ženatý a měl tři syny. Po uzavření Mnichovské dohody vstoupil do místní pobočky odbojové organizace Obrana národa. Organizoval v jejím rámci propagační činnost a konspirační schůzky odbojářů se prý odehrávaly přímo v ředitelně obchodní akademie. Gestapo zatklo Václava Najbrta hned poté, co Němci napadli Polsko. Byl odvezen na brněnský Špilberk, kde zůstal několik týdnů. Po krátkém přechodném propuštění v listopadu 1939 byl zatčen znovu a převezen nejprve opět do Brna a poté do Vratislavi a později do věznice v Berlíně, kde byl za svou odbojovou činnost postaven před soud. Rozsudek zněl: poprava sekerou. Krátce předtím, než měl být rozsudek vykonán, však Najbrt zemřel na zástavu srdce. |
|         | ZDE STUDOVAL ANTONÍN PACHL NAR. 23.7.1910 SOKOL A SKAUT ČLEN OBRANY NÁRODA ZEMŘEL NA NÁSLEDKY VĚZNĚNÍ NA MÍROVĚ 4.8.1944                           | Velehradská třída 218 49°4′15″ s. š., 17°27′43″ v. d. | Antonín Pachl se narodil v roce 1910 jako nejstarší ze tří synů krejčího Maxmiliána Pachla a jeho ženy Marie. Už od dětství vynikal ve sportu, věnoval se gymnastice a lyžování v Sokole Uherské Hradiště a chodil do Skautu. Byl také hudebně nadaný, hrál na housle a zpíval v místním pěveckém sboru Svatopluk. Po absolvování obecné školy nastoupil v jedenácti letech na osmileté gymnázium. Po maturitě pokračoval na Učitelském ústavu v Olomouci. Po absolvování studia jej čekala vojna. V polovině 30. let nastoupil jako učitel do Zlína, nejprve na obecnou a později na měšťanskou školu Zlín - Zálešná. Ve Zlíně vstoupil hned po zahájení okupace na jaře 1939 do Obrany národa, stal se jejím propagátorem a po nějaké době i zástupcem okresního velitele. Odbojová činnost však byla na podzim roku 1939 vyzrazena okupantům a Antonín tušil, že mu hrozí zatčení. Plánoval proto zmizet během Vánoc 1939 přes Slovensko do zahraničí. Bohužel to však nestihl, protože gestapo si pro něj přišlo 18. prosince přímo do školy. Když se Antonín snažil zatýkajícím gestapákům utéct, surově jej zbili, odvezli na služebnu do Zlína a následně do věznice v Uherském Hradišti. Následovaly roky utrpení v nacistických věznicích na dvanácti různých místech u nás i v Německu. I přes kruté podmínky však Antonín neztrácel naději, že se dočká konce války a svobody. V roce 1944 ale v důsledku podmínek ve vězení onemocněl tuberkulózou, které v srpnu 1944 podlehl. Ministrem obrany generálem Svobodou byl Antonín Pachl po válce vyznamenán válečným křížem in memoriam.                                          |

## Valašské Meziříčí
| Obrázek | Nápis | Bydliště                                                                   | Jméno, život |
| ------- | --- | -------------------------------------------------------------------------- | --- |
|         | ZDE ŽIL ŠALAMOUN OTTO ALTENSTEIN NAR. 1.3.1942 DEPORTOVÁN 24.4.1942 DO TEREZÍNA ZAVRAŽDĚN 1942 V ZÁMOŠČI        | Jičínská 177/12 49°28′34″ s. š., 17°58′25″ v. d.                           | Šalamoun Otto Altenstein se narodil 1. března 1942. Dne 24. dubna 1942 byl deportován transportem Am č. 228 z Prahy do koncentračního tábora Terezín. Odtamtud byl dne 28. dubna 1942 převezen transportem Ar č. 761 do sběrného tábora Zamość. |
|         | ZDE ŽIL ADOLF BUCHBINDER NAR. 16.4.1926 DEPORTOVÁN 2.7.1942 DO TEREZÍNA ZAVRAŽDĚN 1942 V MALÉM TROSTINCI        | Jičínská 49°28′34″ s. š., 17°58′24″ v. d.                                  | Adolf Buchbinder se narodil 16. dubna 1926. Dne 2. července 1942 byl deportován transportem AAl, č. 567 z Prahy do koncentračního tábora Terezín. Dne 28. srpna 1942 byla deportován transportem Bc, č. 422 do Malého Trostince. Zavražděn v roce 1942 v Malém Trostinci. Jako poslední bydliště před deportací je uváděna Praha II, Truhlářská 11.              |
|         | ZDE ŽIL VALTR BUCHBINDER NAR. 14.3.1935 DEPORTOVÁN 2.7.1942 DO TEREZÍNA ZAVRAŽDĚN 1942 V MALÉM TROSTINCI        | Jičínská                                                                   | Valtr Buchbinder se narodil 17. března 1935. Dne 2. července 1942 byl deportován transportem AAl, č. 568 z Prahy do koncentračního tábora Terezín. Dne 25. srpna 1942 byla deportován transportem Bc, č. 423 do Malého Trostince. Zavražděn v roce 1942 v Malém Trostinci. Jako poslední bydliště před deportací je uváděna Praha II, Truhlářská 11.             |
|         | ZDE ŽIL JUDR. KAREL HELLER NAR. 22.10.1894 DEPORTOVÁN 30.9.1942 DO TEREZÍNA ZAVRAŽDĚN 1944 V OSVĚTIMI           | Sokolská 1 (číslo dnes již neexistuje) 49°28′14″ s. š., 17°58′9″ v. d.     | JUDr. Karel Heller se narodil 22. října 1894. Dne 30. září 1942 byl deportován transportem Bm č. 138 z Ostravy do koncentračního tábora Terezín. Dne 6. září 1943 byl deportován transportem Dm č. 4454 do Osvětimi-Birkenau. |
|         | ZDE ŽILA ANNA HELLEROVÁ ROZ. FLACHOVÁ NAR. 21.10.1910 ZAVRAŽDĚNA 1943 V OSVĚTIMI                                | Sokolská 1 (číslo dnes již neexistuje)                                     | Anna Hellerova se narodila 21. října 1910. Zavražděna dne 31. října 1942 v Osvětimi-Birkenau. Heslo Anna Hellerova v databázi holocaust.cz není uvedeno. |
|         | ZDE ŽILA MIRA HELLEROVÁ NAR. 19.11.1942 DEPORTOVÁNA 30.9.1942 DO TEREZÍNA ZAVRAŽDĚNA 1943 V OSVĚTIMI            | Sokolská 1 (číslo dnes již neexistuje)                                     | Mira Hellerova se narodila 19. listopadu 1935. Dne 30. září 1942 byla deportována transportem Bm č. 139 z Ostravy do koncentračního tábora Terezín. Dne 6. září 1943 byla deportována transportem Dm č. 4456 do Osvětimi-Birkenau. Zavražděna dne 8. března 1944 v Osvětimi-Birkenau.                                                                            |
|         | ZDE ŽILA HANA HELLEROVÁ NAR. 7.5.1937 DEPORTOVÁNA 30.9.1942 DO TEREZÍNA ZAVRAŽDĚNA 1943 V OSVĚTIMI              | Sokolská 1 (číslo dnes již neexistuje)                                     | Hana Hellerova se narodila 7. května 1937. Dne 30. září 1942 byla deportována transportem Bm č. 137 z Ostravy do koncentračního tábora Terezín. Dne 6. září 1943 byla deportována transportem Dm č. 4455 do Osvětimi-Birkenau. Zavražděna dne 8. března 1944 v Osvětimi-Birkenau.                                                                                |
|         | ZDE ŽIL BRUNO HIRSCH NAR. 10.10.1924 DEPORTOVÁN 18.9.1942 DO TEREZÍNA ZAVRAŽDĚN 1942 V OSVĚTIMI                 | Vodní 62 (číslo dnes již neexistuje) 49°28′23″ s. š., 17°58′10″ v. d.      | Bruno Hirsch se narodil 10. října 1924. Dne 18. ledna 1943 byl deportován transportem Bh č. 111 z Ostravy do koncentračního tábora Terezín. Dne 25. září 1942 byl zavražděn v Malém Trostinci. |
|         | ZDE ŽIL JIŘÍ LÖW NAR. 10.9.1933 DEPORTOVÁN 31.1.1943 DO TEREZÍNA ZAVRAŽDĚN 21.3.1945 V TEREZÍNĚ                 | Svěrákova 37/5 49°28′28″ s. š., 17°58′13″ v. d.                            | Jiří Löw se narodil 10. září 1933. Dne 31. ledna 1943 byl deportován transportem Cp č. 797 z Uherského Brodu do koncentračního tábora Terezín, kde byl dne 21. března 1945 zavražděn. Jako poslední bydliště před deportací je uváděn Uherský Brod. |
|         | ZDE ŽILA RUTH REICHENBAUMOVÁ NAR. 3.5.1930 DEPORTOVÁNA 18.9.1942 DO TEREZINA ZAVRAŽDĚNA 11.2.1943 V TEREZÍNĚ    | Vsetínská 49°27′54″ s. š., 17°58′27″ v. d.                                 | Ruth Reichenbaumová se narodila 3. května 1930. Dne 18. září 1942 byla deportována transportem Bh, č. 27 z Ostravy do koncentračního tábora Terezín. Zemřela 11. února 1943 na tyfus v Terezíně. Jako poslední bydliště před deportací je uváděna Moravská Ostrava.                                                                                              |
|         | ZDE ŽIL MAX ROSENFELD NAR. 13.6.1900 DEPORTOVÁN 18.9.1942 DO TEREZÍNA ZAVRAŽDĚN 1942 V MALÉM TROSTINCI          | Vsetínská 191 (číslo dnes již neexistuje) 49°28′10″ s. š., 17°58′24″ v. d. | Max Rosenfeld se narodil 13. června 1900. Dne 18. září 1942 byl deportován transportem Bh, č. 60 z Ostravy do koncentračního tábora Terezín. Dne 22. září 1942 byl deportován transportem Bn, č. 57 do Malého Trostince. Zavražděn 25. září 1942 v Malém Trostinci.                                                                                              |
|         | ZDE ŽILA DAGMAR ROSENFELDOVÁ NAR. 8.10.1912 DEPORTOVÁNA 18.9.1942 DO TEREZÍNA ZAVRAŽDĚNA 1942 V MALÉM TROSTINCI | Vsetínská 191 (číslo dnes již neexistuje)                                  | Dagmar Rosenfeldová se narodila 8. října 1912. Dne 18. září 1942 byla deportována transportem Bh, č. 74 z Ostravy do koncentračního tábora Terezín. Dne 22. září 1942 byla deportována transportem Bn, č. 139 do Malého Trostince. Zavražděna 25. září 1942 v Malém Trostinci. Jako poslední bydliště před deportací je uváděno Valašské Meziříčí, Vrbenská 535. |
|         | ZDE ŽIL IVO TOCH NAR. 31.10.1929 DEPORTOVÁN 18.9.1942 DO TEREZINA ZAVRAŽDĚN 1942 V MALÉM TROSTINCI              | Vsetínská                                                                  | Ivo Toch se narodil 31. října 1929. Dne 18. září 1942 byl deportován transportem Bh z Ostravy do koncentračního tábora Terezín. Dne 22. září 1942 byl deportován transportem Bn do Malého Trostince. Dne 25. září 1942 byl zavražděn v Malém Trostinci. Jako poslední bydliště před deportací je uváděno Valašské Meziříčí, Velké Záhumení 37.                   |
|         | ZDE ŽIL KAREL TOCH NAR. 28.8.1928 DEPORTOVÁN 18.9.1942 DO TEREZINA ZAVRAŽDĚN 1942 V MALÉM TROSTINCI             | Vsetínská                                                                  | Karel Toch se narodil 28. srpna 1928. Dne 18. září 1942 byl deportován transportem Bh, č. 18 z Ostravy do koncentračního tábora Terezín. Dne 22. září 1942 byl deportován transportem Bn č. 34 do Malého Trostince. Dne 25. září 1942 byl zavražděn v Malém Trostinci. Jako poslední bydliště před deportací je uváděno Valašské Meziříčí, Velké Záhumení 37.    |
|         | ZDE ŽIL IVAR QUITTNER NAR. 3.2.1934 DEPORTOVÁN 18.9.1942 DO TEREZÍNA ZAVRAŽDĚN 1944 V OSVĚTIMI                  | Sokolská 22 49°28′15″ s. š., 17°58′2″ v. d.                                | Ivar Quittner se narodil 3. února 1934. Dne 18. září 1942 byl deportován transportem Bh č. 24 z Ostravy do koncentračního tábora Terezín. Dne 6. září 1943 byl deportován transportem Dm č. 4571 z Terezína do Osvětimi. Dne 9. května 1944 byl zavražděn v Osvětimi-Birkenau.                                                                                   |
|         | ZDE ŽIL IVAN ZWILLINGER NAR. 6.3.1939 DEPORTOVÁN 18.9.1942 DO TEREZÍNA ZAVRAŽDĚN 1944 V OSVĚTIMI                | Jičínská 49°28′34″ s. š., 17°58′23″ v. d.                                  | Ivan Zwillinger se narodil 6. března 1939. Dne 18. září 1942 byl deportován transportem Bh č. 676 z Ostravy do koncentračního tábora Terezín. Dne 4. října 1944 byl deportován transportem En č. 291 do Osvětimi-Birkenau. Jako poslední bydliště před deportací jsou uváděny Velké Karlovice.                                                                   |

## Data pokládání kamenů
Data pokládání kamenů zmizelých ve Zlínském kraji:
- 18. července 2013: Boršice, G. Demnig[1]
- 16. září 2014: Kroměříž (Vodní 56/11), G. Demnig[96][2]
- 6. listopadu 2017: Kroměříž (Moravcova 259), iniciativa městské knihovny a správy města[96][97][98]
- 16. dubna 2019:  Kroměříž (Kollárova 528/1), iniciativa městské knihovny a správy města[99]
- říjen 2019: Uherské Hradiště (Josef Horák, PhDr. Václav Najbrt)
- 1. prosince 2020: Kroměříž (Vodní 59/17), iniciativa městské knihovny a správy města[100][96]
- 10. srpna 2021: Valašské Meziříčí[101]
- 21. října 2021: Uherské Hradiště (Antonín Pachl)[102]
- 25. července 2023: Holešov (Alfred Bergmann, Kamila Bergmannová)
- 28. srpna 2023: Holešov (Greta Beerová, Erika Beerová, Ludvík Beer, Anna Beerová, Egon Beer, Alfred Zdeněk Beer, Berta Brichtová, Rudolf Brichta, Dora Brichtová, Lydia Brichtová)
- 25. července 2022: Kroměříž (Vrchlického 708/8), iniciativa městské knihovny a správy města[103]
- 4. prosince 2023: Kroměříž (Komenského náměstí 375/24), iniciativa městské knihovny a správy města[104]
- 4. prosince 2023: Kroměříž (Tovačovského 213/3), iniciativa městské knihovny a správy města[105]
- 4. prosince 2023: Kroměříž (Riegrovo náměstí 141/49), iniciativa městské knihovny a správy města[106]

## Transporty
Z Boršic  resp. z Kroměříže se transporty do Terezína nekonaly, deportovaní byli napřed dopraveni do Olomouce. Z Olomouce se pak v období od 1942 do 1945 uskutečnilo šest transportů do Terezína, a sice:
- AAf: 26. června 1942
- AAg: 30. června 1942
- AAm: 4. července 1942
- AAo: 8. července 1942
- Ez: 11. ledna 1944
- AE7: 7. března 1945